# ديفيد ألان جونسون
ديفيد ألان جونسون (بالإنجليزية: David Alan Johnson)‏ هو فيلسوف أمريكي، ولد في 1952.